# Petronymphe decora
Petronymphe decora là một loài thực vật có hoa trong họ Măng tây. Loài này được H.E.Moore miêu tả khoa học đầu tiên năm 1951.